# Moeno Azuki
Azuki Moeno (もえの あずき Moeno Azuki, sinh 1 tháng 2 năm 1988)) là một cựu thành viên của nhóm nhạc Bakusute Sotokanda Icchome,. Cô cũng được biết là một người có sức ăn uống khác thường, từng giành được nhiều giải thưởng trong các cuộc thi ăn,.
Cô sinh ra ở Ōsaka, đã tốt nghiệp Đại học Doshisha. Cô còn có nghệ danh là "MoeAzu" (もえあず).